# Megajra
Megajra, Megiera, Megera (gr. Μέγαιρα Mégaira, łac. Megaera) – w mitologii greckiej jedna z Erynii, zrodzonych z krwi Uranosa pierwotnych bogiń zemsty, siostra Alekto i Tyzyfone. Megajra, której imię znaczy "zawistna", była odpowiedzialna za wywoływanie zawiści i zazdrości, a także doprowadzanie do zdrady i niewierności małżeńskiej. Przekonana przez Atenę, przyjęła wraz z siostrami tytuł Eumenid (bogiń łaskawych). Sanktuarium Megajry i jej sióstr miało znajdować się w Kerynei w Achai, a jego założycielem miał być Orestes. 

## We współczesnej kulturze

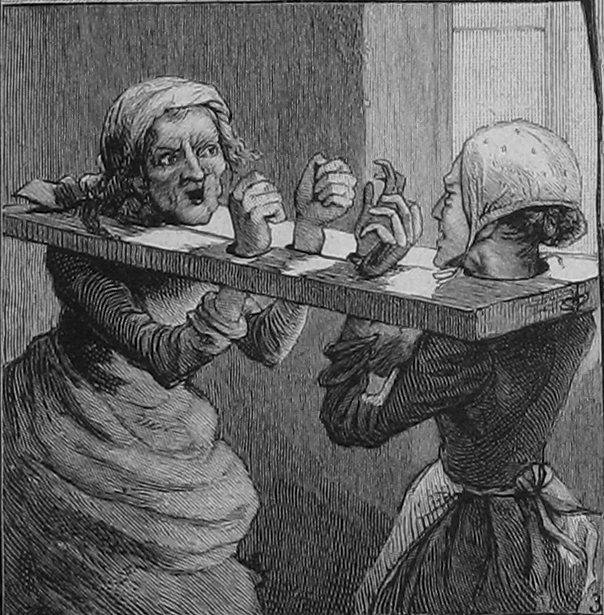
Dwie poskromione megiery domowe, z 19-wiecznego niemieckiego gabinetu figur woskowych

Od zlatynizowanej wersji jej imienia pochodzi określenie "megiera", oznaczające złośliwą, skłonną do kłótni kobietę, kłótnicę, złośnicę, jako archetyp, patrz też: Poskromienie złośnicy. 